# Pérxino (Vladímir)
|  | Per a altres significats, vegeu «Pérxino». |

Pérxino (en rus: Першино) és un poble (un possiólok) de l'óblast de Vladímir, a Rússia, segons el cens del 2010 tenia 1.497 habitants. Pertany al districte de Kirjatx.